# Lifetime value
Il Customer Lifetime Value (CLV) è una misura del valore totale che un cliente genererà per un'azienda nel corso del suo rapporto con essa. Si calcola stimando il fatturato medio che un cliente genererà in un determinato periodo, ad esempio un anno o una vita intera, e sottraendo i costi medi per servire quel cliente.
Il CLV è importante perché aiuta le aziende a capire il valore a lungo termine dei loro clienti e a decidere quanto investire per acquisirli e mantenerli. Conoscendo il CLV dei propri clienti, le aziende possono identificare i segmenti di maggior valore della propria base clienti e allocare le proprie risorse di conseguenza.
Per calcolare il CLV, le aziende devono disporre di dati dettagliati sui loro clienti, come la loro storia di acquisti, il valore dei loro acquisti e i costi per servirli. Questi dati possono essere raccolti e analizzati utilizzando una serie di strumenti e tecniche, come il software di gestione delle relazioni con i clienti (Customer relationship management, CRM) e l'analisi predittiva.
Il CLV è una metrica preziosa per le aziende che vogliono capire il valore a lungo termine dei loro clienti e prendere decisioni strategiche su come far crescere e mantenere la loro base di clienti.